# 名無しの探偵
『名無しの探偵』（ななしのたんてい）シリーズは、1982年から1996年まで日本テレビ系「火曜サスペンス劇場」で放送されたテレビドラマシリーズ。全12回。原作はビル・プロンジーニの推理小説。主演は緒形拳。

## キャスト

### レギュラー
俺（名無しの探偵）
演 - 緒形拳
元刑事の貧乏探偵。第3作で登場した名刺には「富樫良雄」という氏名が記載されている。離婚した元妻との間に一男あり。「俺」の開いている探偵社は、エビス探偵社や現代探偵社など、作品によって名称や場所が変わっている。エビス探偵社としてロケに使用していた部屋は、建物が取り壊しになるまで窓部分に「エビス探偵社」のステッカーが貼られたままとなっていた。
鍋田雅之
演 - なべおさみ
「俺」の友人で情報収集などを務める。レンタカー店を経営している。
篠原警部
演 - 小林稔侍
所轄勤務の刑事。「俺」の元同僚。

### ゲスト
第1作「愛の失踪」（1982年）
- かとうかずこ 、荻島真一、白川和子

第2作「愛の疑惑」（1983年）
- 篠ひろ子、船戸順、浅野温子

第3作「愛の復讐」（1987年）
- 宮崎悦子 - 研ナオコ
- 緑（クラブオーナー） - 風祭ゆき
- 矢崎 - 椎谷建治
- アナウンサーの声 - 政宗一成
- 三井（新協不動産） - 土屋嘉男
- 探偵の元妻の声 - 高島雅羅
- 吉沢健、清水宏、伊藤紘、高岡良平、美角友亮、阿部渡、篠原大作

第4作「愛の死角」（1988年）
- 松森英子（喫茶店「ガンダーラ」ママ） - 藤真利子
- 益岡誠道（代議士） - 村上幹夫
- 浜村順三（後援会会長） - 山田博行
- 小野（刑事） - 武見龍磨
- クリーニング店店員 - 直江喜一
- 武居（益岡の秘書） - 赤坂広人
- 英子の夫 - 国枝量平
- 倉持源三郎（喫茶店「ガンダーラ」常連客） - 大坂志郎
- 山西道広、天現寺竜

第5作「殺意のデッサン」（1989年）
- 戸倉雅江（料亭の仲居・横田の元妻） - 金沢碧
- 山科千里（アイドル歌手） - 田中律子
- 丸山秀夫（神林の第1秘書） - 西田健
- 丸山令子（丸山の妻・代議士の娘） - 藤奈津子
- 石沢正一（千里のファン） - 光石研
- 萌子（ダンサー） - 朝比奈順子
- 古河（週刊ウェイ編集部） - 北村総一朗
- 大滝（プロダクション社長） - 遠藤征慈
- 久保田 - 丸岡奨詞
- 清水（中興商事不動産部 部長） - 平野稔
- 前田（刑事） - 草見潤平
- 神林征寿郎（議員） - 根上淳
- 横田圭一（画商） - 森山周一郎
- 高岡良平、渡会良彦、寺島進

第6作「愛の虚構」（1990年）
- 山根晴子（山根の妻） - 渡辺えり子
- 尾島淳子（探偵社社長） - 一色采子
- 雁屋（山根の手先） - 山本紀彦
- 山根荘介（山根興業 社長） - 小林勝彦
- 青木（会計） - 吉澤健
- 重田千穂子、志水季里子、木瓜みらい、監物房子、田中弘太郎

第7作「愛の幻影」（ニューヨークロケ編）（1990年）
- 原響子（かほりの娘） - 島田陽子
- 原かほり（元女優） - ジュン・カワイ
- 安斎律子（マネージャー） - 加藤治子
- 江本美奈子 - 本田美奈子
- 小暮亮（かほりの昔の恋人） - 三橋達也
- 亜湖、渡会良

第8作「彼女の人生」（1992年）
- 桐田幸恵 - 渡辺梓
- 久保（マスター） - 光石研
- 野島安夫 - 安藤一夫
- 中田春夫（幸恵の元夫） - 趙方豪
- 東（責任者） - 赤星昇一郎
- 杉本（日本橋警察署 刑事） - 倉崎青児
- 石田（刑事） - 青木卓司
- 桐田勇三郎 - 左右田一平
- 吉岡圭二、町田真一、千葉裕子、大島蓉子

第9作「ガーベラの女」（1993年）
- 園田いつみ（小説家） - 風吹ジュン
- 隆 - 光石研
- 牛込（刑事） - 江藤漢
- 小山（刑事） - 神保悟志
- 麗奈（ダンサー） - 水木薫
- 大里（アルファ出版 編集者） - 町田真一
- 飯星 - 平泉成

第10作「少年」（1994年）
- 北見小夜子（信と幸の母） - 余貴美子
- 北見信（戸籍のない少年） - 西谷卓統
- 大下妙子（小夜子の幼馴染） - 神津はづき
- 堂本千穂（堂本の妻） - ただのあっ子
- 北見幸（信の異父妹） - 小西杏奈
- 永井（殺し屋） - 坂田雅彦
- 堂本巌治（堂本商事 社長） - 上田耕一
- 川辺達夫（ヒモ） - 深水三章
- 伊藤洋三郎、新穂えりか

第11作「ガラスの少女」（1995年）
- 川久保春江（奈美の母） - 市毛良枝
- 川久保奈美（明子の友人） - 浜崎あゆみ
- 石峰徹（フリーター・明子の知人） - 芦川誠
- 捜査課長 - 平野稔
- 中田（渋谷中央警察署 刑事） - 手塚秀彰
- 川又（刑事） - 世古陽丸
- 土田（警備員） - 廣田行生
- テレクラ店長 - 望月太郎
- 西川明子（女子高生） - 西田ももこ
- 黒沼（ルポライター） - 及川以造
- 山下令子（女子高生） - 有沢妃呂子
- 島村日出人、中江真司、田中一成、柳瀬洋美

第12作「兄妹」（1996年）
- 加賀野光希（料理学校の講師） - 有森也実
- 大原りえ（一生の義妹） - 藤真利子
- 安井（人事） - 河原さぶ
- 大原一生（料理学校の理事長） - 寺泉憲
- ホステス - 山梨ハナ
- 高橋まさる（料理学校の事務長） - 長谷川哲夫
- 松沢大介（料理学校の副理事長） - 高岡健二
- 越村公一、志賀圭二郎、久保晶、しのへけい子、瀬木一将、日和佐裕子

## スタッフ
- 企画 - 小坂敬、山本時雄、長富忠裕
- プロデューサー - （日本テレビ）小杉義夫、水田伸生、佐光千尋、酒井浩至
- 原作 - ビル・プロンジーニ
- 脚本 - 田上雄、柏原寛司、中岡京平、金子成人、橋本以蔵、畑啓美
- 監督 - 渡辺祐介、佐光千尋、村川透、工藤栄一、井上昭、一倉治雄、中島紘一
- 音楽 - 木森敏之、川村栄二、大谷和夫、大谷幸
- 選曲 - 山川繁
- 音響効果 - 東洋音響効果グループ、東洋音響、橋本正二
- 技斗 - 二家本辰巳、森聖二、瀬木一将
- スタジオ - にっかつ撮影所
- 技術協力 - ビデオフォーカス、フォーチュン、東映化学TOVIC、ギルド・ジャパン
- 第4作現像・テレシネ - 東映化学
- プロデューサー - 北畑泰啓、山口豪、国実瑞恵（鈍牛倶楽部）
- 制作協力 - 鈍牛倶楽部
- 制作 - 日本テレビ
- 制作著作 - スタッフ・アズバーズ[2]

## 放送リスト
| 話数 | 放送日        | サブタイトル   | 原作     | 脚本     | 監督     | 視聴率 | 主題歌               |
| ---- | ------------- | -------------- | -------- | -------- | -------- | ------ | -------------------- |
| 1    | 1982年3月16日 | 愛の失踪       | 『失踪』 | 田上雄   | 渡辺祐介 | 22.5%  | 聖母たちのララバイ   |
| 2    | 1983年2月22日 | 愛の疑惑       |          | 田上雄   | 佐光千尋 | 17.0%  | 聖母たちのララバイ   |
| 3    | 1987年2月17日 | 愛の復讐       | 『復習』 | 柏原寛司 | 村川透   | 19.3%  | 夜のてのひら         |
| 4    | 1988年4月26日 | 愛の死角       | 『死角』 | 中岡京平 | 工藤栄一 | 18.4%  | 風のLONELY WAY       |
| 5    | 1989年2月14日 | 殺意のデッサン |          | 金子成人 | 工藤栄一 | 18.8%  | 化石の森             |
| 6    | 1990年2月13日 | 愛の虚構       |          | 橋本以蔵 | 工藤栄一 | 20.5%  | シングル・アゲイン   |
| 7    | 10月09日      | 愛の幻影       |          | 畑啓美   | 工藤栄一 | 12.3%  | 告白                 |
| 8    | 1992年9月15日 | 彼女の人生     |          | 金子成人 | 井上昭   | 18.8%  | あなたの海になりたい |
| 9    | 1993年6月01日 | ガーベラの女   |          | 橋本以蔵 | 井上昭   | 16.1%  | 愛という名の勇気     |
| 10   | 1994年5月17日 | 少年           |          | 畑啓美   | 一倉治雄 | 19.6%  | 名前のない愛でもいい |
| 11   | 1995年8月01日 | ガラスの少女   |          | 金子成人 | 一倉治雄 | 15.4%  | Day by day           |
| 12   | 1996年4月23日 | 兄妹           |          | 畑啓美   | 中島紘一 | 17.7%  | ごめんね…            |